# Alain Robert (grimpeur)
Pour les articles homonymes, voir Alain Robert et Robert.
Robert Alain Philippe, dit Alain Robert et surnommé « Le Spider-Man français » (« The French Spider-Man »), est un grimpeur français de haut niveau, né le 7 août 1962 à Digoin (Saône-et-Loire). Il est spécialisé dans l'escalade rocheuse en solo intégral (sans corde) puis dans l'escalade d'immeubles, toujours en solo intégral.

## Biographie

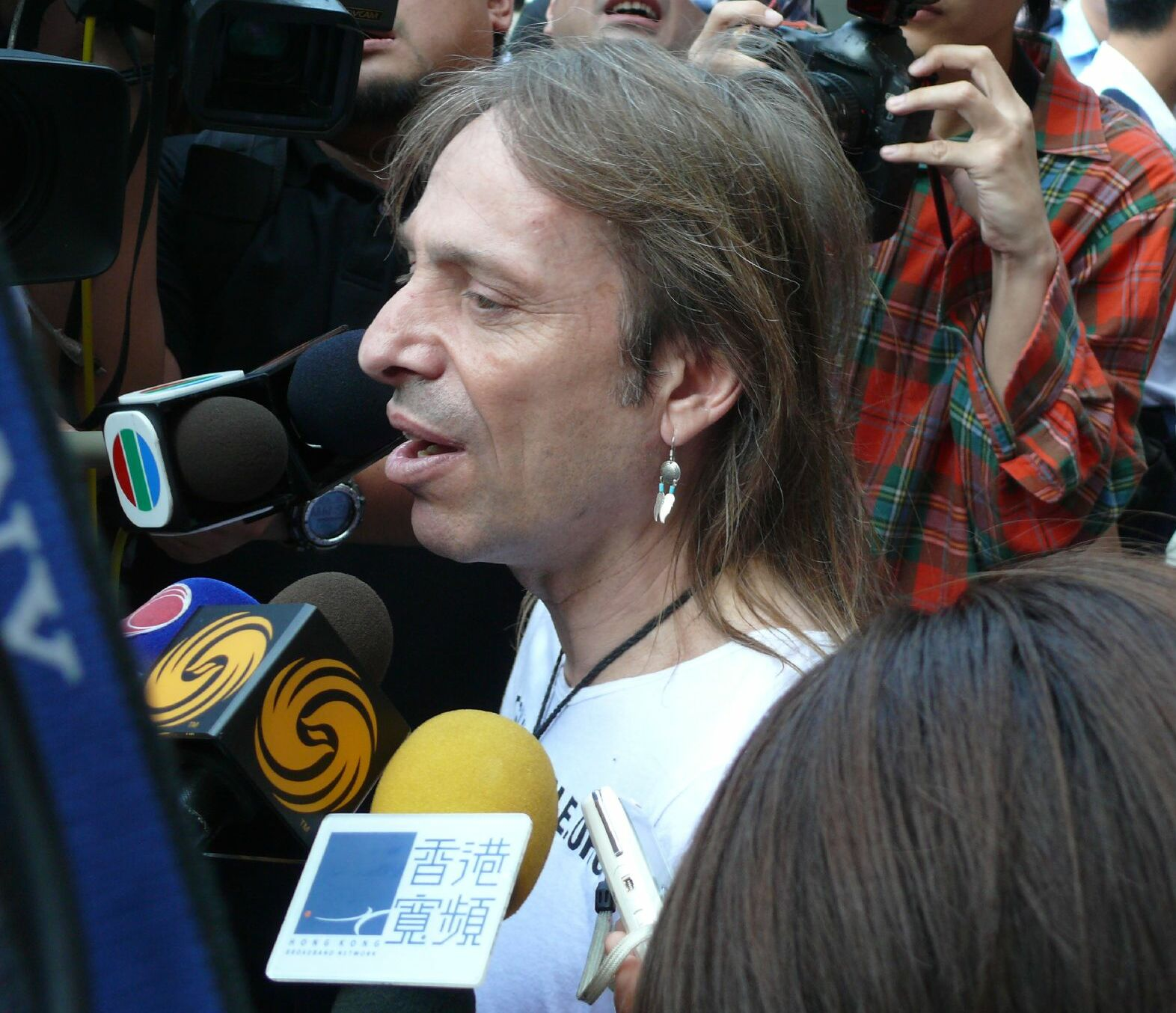
Alain Robert après l'escalade du Four Seasons Hotel de Hong Kong en avril 2008.

Né le 7 août 1962 à Digoin en Saône-et-Loire, Alain Robert a vécu son enfance à Valence dans la Drôme. Dès l'adolescence, il admire les exploits des grands alpinistes contemporains (Bonatti, Messner...) et pratique l'escalade sur les falaises du Vercors et de l'Ardèche. Dès cette époque, il intègre le solo intégral à sa pratique de l'escalade, à l'identique des progressions engagées en alpinisme.
Au fil des années, il progresse en escalade sportive et en solo intégral, et atteint le niveau 8 dans les années 1990-1992. Ses performances sont très médiatisées et admirées dans le milieu de l'escalade ; il établit de nombreux records de difficulté en solo intégral.
Il réalise notamment en solo intégral ; La Nuit du Lézard (8a+) à Buoux en 1991 avec plusieurs mouvements aléatoires, considéré par Alexander Huber comme l'un des solos les plus difficiles au monde, et l'enchaînement 8b à Cornas de l’Abominafreux (8a), l’Abomifreux (7c) et l’Abominable Homme des doigts (7b+). Il est également très remarqué en 1996 pour le solo intégral de Pol Pot (7c/8a) dans le Verdon, une voie « morpho » à petites prises et adhérences, à 250 mètres du sol, considéré comme « l'un des solos les plus audacieux de l'histoire ».

### Accidents
En 1982, il est victime de deux accidents. Le plus grave, une chute de quinze mètres la tête la première, lors d'une descente en rappel, à cause d'un nœud mal réalisé, lui vaut six jours de coma et des fractures multiples au crâne, nez, poignets, coude, bassin et talons. Le pronostic des médecins est alors peu optimiste : « ce garçon ne pourra plus jamais grimper ». Plus tard, Alain Robert déclare à propos de cet accident : 

« J'ai chuté de vingt mètres de haut, tête la première et poignets en avant, sur une dalle de calcaire. J’étais allé installer des cordes sur une paroi pour un groupe de jeunes, et on m’avait passé des anneaux dont les nœuds n’avaient pas été bien faits. Cela aurait pu arriver à n’importe qui. Mes mains ont éclaté, au sens littéral du terme. J’ai perdu presque 45 % de mon sang. Mes bras m’ont sauvé en faisant office d’amortisseurs. Cela n’a pas empêché la tête de taper : fracture du crâne, coma, problème d’oreille interne… Il a fallu, après cela, que j’apprivoise tous ces maux. Le chirurgien orthopédiste qui m’a suivi m’a dit : « Tes mains sont comme des œufs brouillés. Je ne peux rien faire. Pour réparer des poignets, il faut mettre des broches, des clous… Là, il n’y a rien pour les fixer. » Il m’a finalement bloqué les poignets en position neutre, au détriment de la pronation et de la supination. »

— Le Monde>
Un an plus tard, il grimpe pourtant à nouveau. Il garde néanmoins de nombreuses séquelles de cet accident ; crises d'épilepsie, vertige persistant dû à un problème d’oreille interne et des dysfonctionnements des articulations (poignets, coudes).

### Escalade de buildings
À partir de 1994, Alain Robert se consacre à l'escalade d'immeubles en solo intégral, c’est-à-dire l'ascension de gratte-ciel sans aide ni système d'assurage (pas de corde). Ses ascensions sont très médiatisées et il devient connu du grand public. D'une hauteur de 180 mètres, le Citigroup Center à Chicago, sera le premier gratte-ciel d'une longue série qu'Alain Robert escaladera.

### Vie privée
Alain Robert a quatre enfants et vit à Bali, où il a épousé sa seconde femme, indonésienne. Ses fils se prénomment Julien Robert Spiderson (1988), Hugo (1983), Lucas (1981) et Achilles (2014).

## Liste d'ascensions
La hauteur des édifices est donnée, la plupart du temps, d'après les données du site spécialisé Structurae et la liste des ascensions est basée sur les informations figurant sur le site officiel d'Alain Robert,.

### Escalades sur des falaises en solo intégral
| Noms des falaises | Noms des voies                                                                   | Cotations        |
| ----------------- | -------------------------------------------------------------------------------- | ---------------- |
| Dunière           | Bloc ou falaise                                                                  | 8a/b             |
| Buoux             | Rêve de papillon                                                                 | 8a               |
| Buoux             | La chèvre et le chou                                                             | 7c               |
| Buoux             | La nuit du lézard                                                                | 8a/b             |
| Buoux             | La nuit du cauchemar                                                             | 8a/b             |
| Buoux             | Cauchemar de l’Eléphant                                                          | 8a               |
| Buoux             | Courage fuyons                                                                   | 7a/b             |
| Verdon            | L’Ange en décomposition                                                          | 7a               |
| Verdon            | Crac Boum Hue                                                                    | 8a               |
| Verdon            | Polpot                                                                           | 7c/8a            |
| Verdon            | Self contrôle                                                                    | 7a               |
| Sisteron          | Les doigts de l’espace                                                           | 8a               |
| Cornas            | Au théâtre ce soir                                                               | 8a               |
| Cornas            | Pour une poignée de Chamallow                                                    | 8a/b             |
| Cornas            | L’Abominafreux                                                                   | 8a               |
| Cornas            | L’Abominable Homme des doigts                                                    | 7b/c             |
| Cornas            | Enchaînement de l’Abominafreux, de l’Abomifreux et l’Abominable Homme des doigts | 8b (8a, 7c, 7b+) |
| Omblèze           | Lou pape                                                                         | 8a/b             |
| Omblèze           | Compilation                                                                      | 8b               |
| Entrechaux        | Œuvre posthume                                                                   | 8a               |
| Mouriès           | Coup de cymbale                                                                  | 8a               |

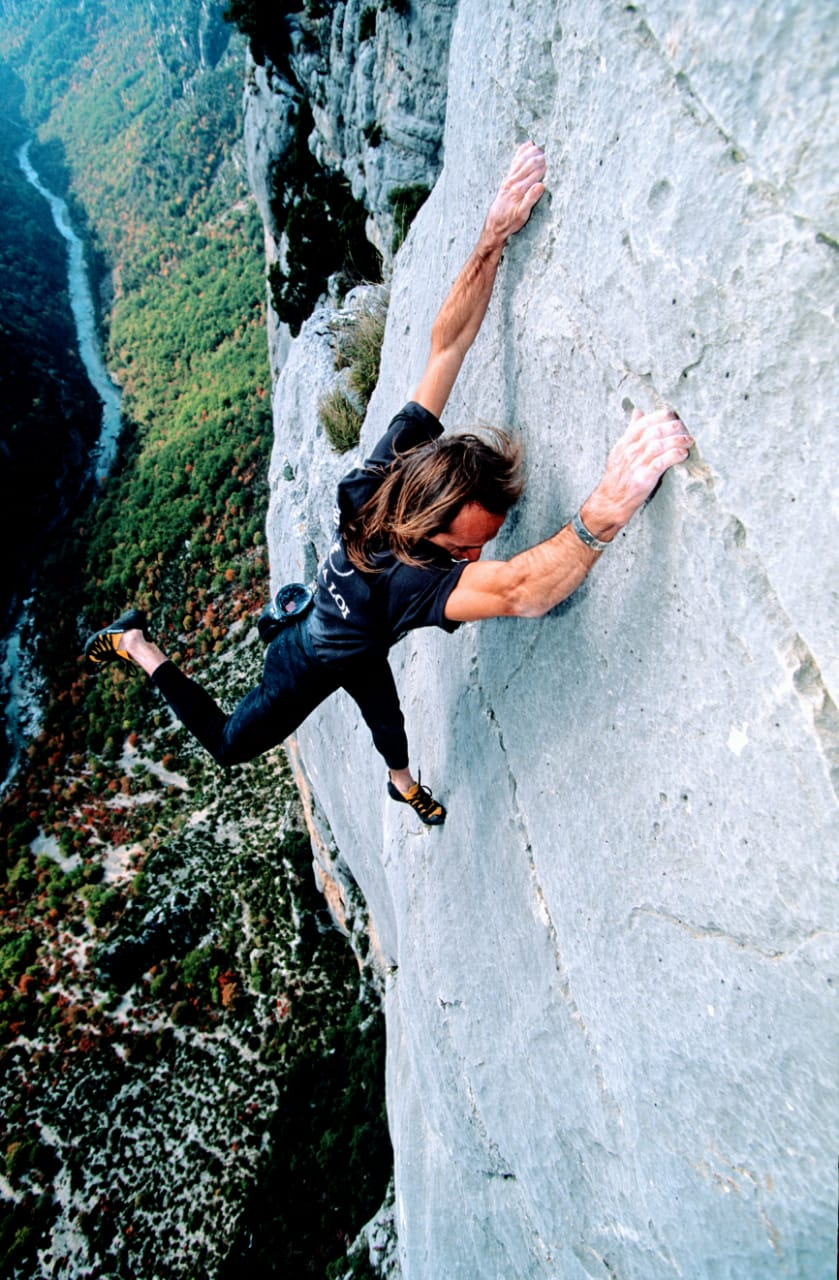
Alain Robert escaladant la "No Self Control", grade 7a dans les gorges du Verdon en avril 1991.

Note : La cotation d'une falaise est notée de 1 à 9. Pour les niveaux difficiles, la cotation est subdivisée par les indices a, b et c, correspondant respectivement à « inférieur », « normal » et « supérieur ». Un « + » est ajouté pour une voie entre deux niveaux.

### Escalades sur des édifices urbains

#### Europe

##### France

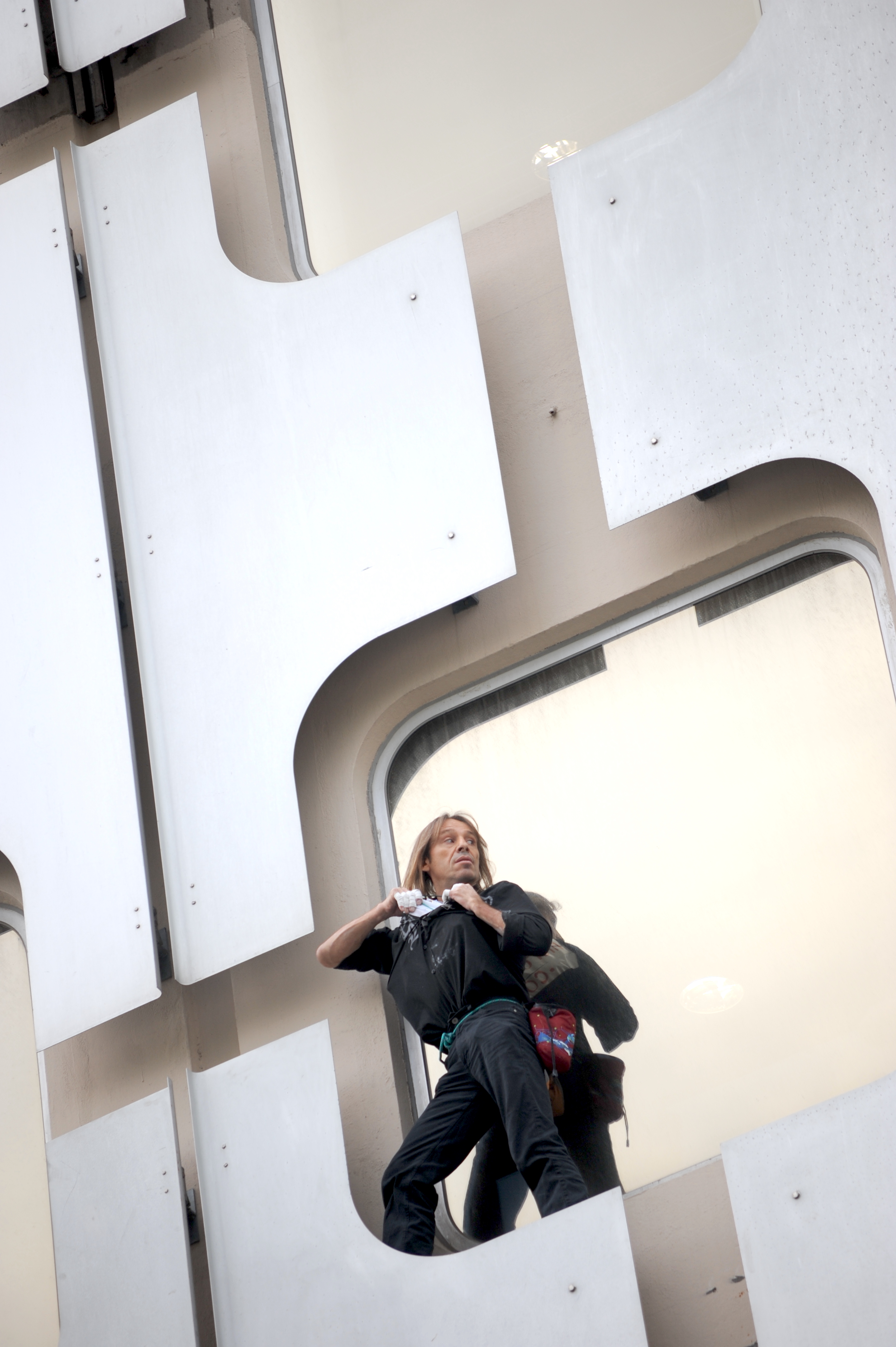
Alain Robert, lors de sa première ascension de la Tour Ariane, à la Défense, le 08 octobre 2009.

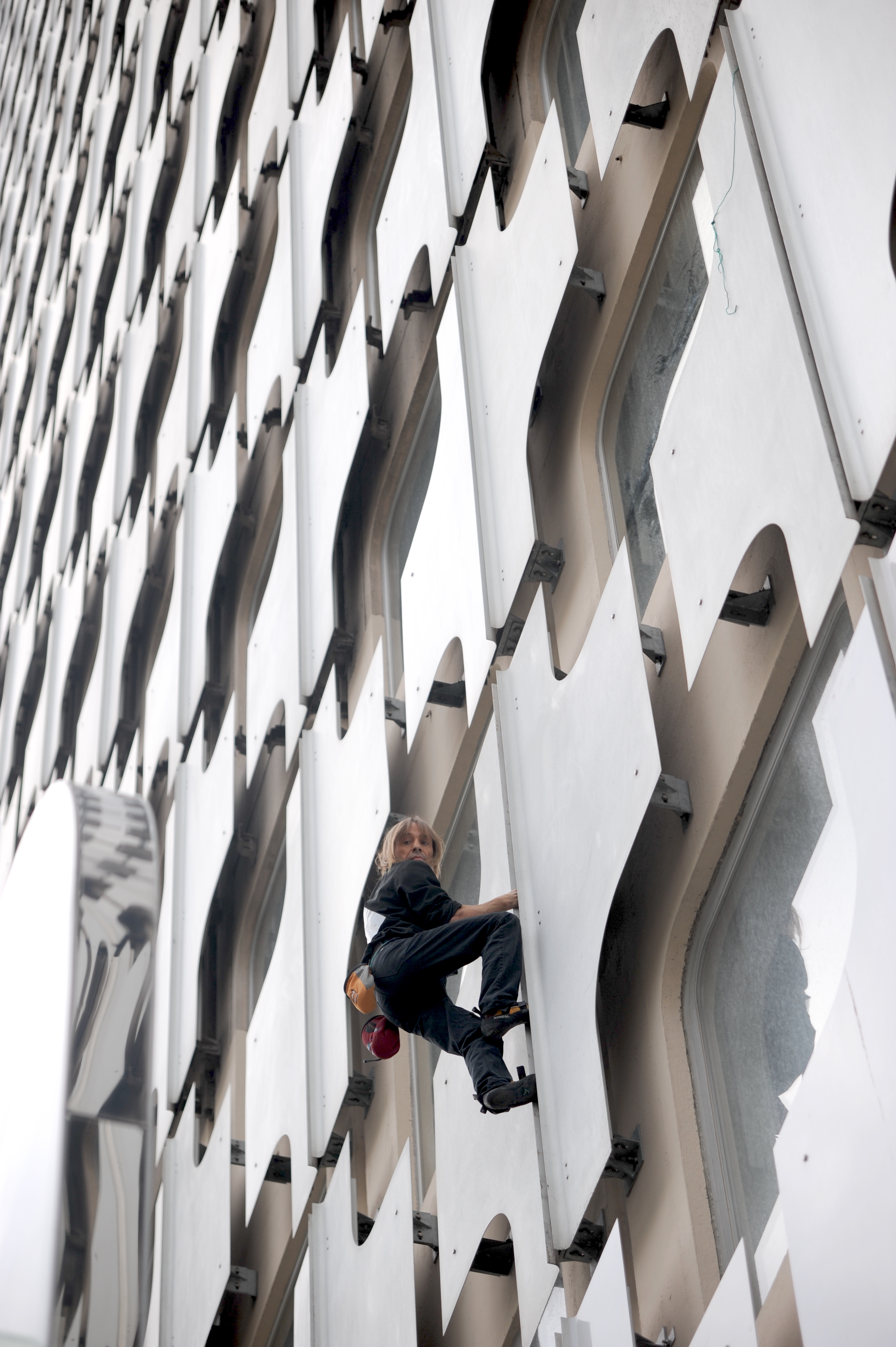
Alain Robert, lors de sa première ascension de la Tour Ariane, à la Défense, le 08 octobre 2009.

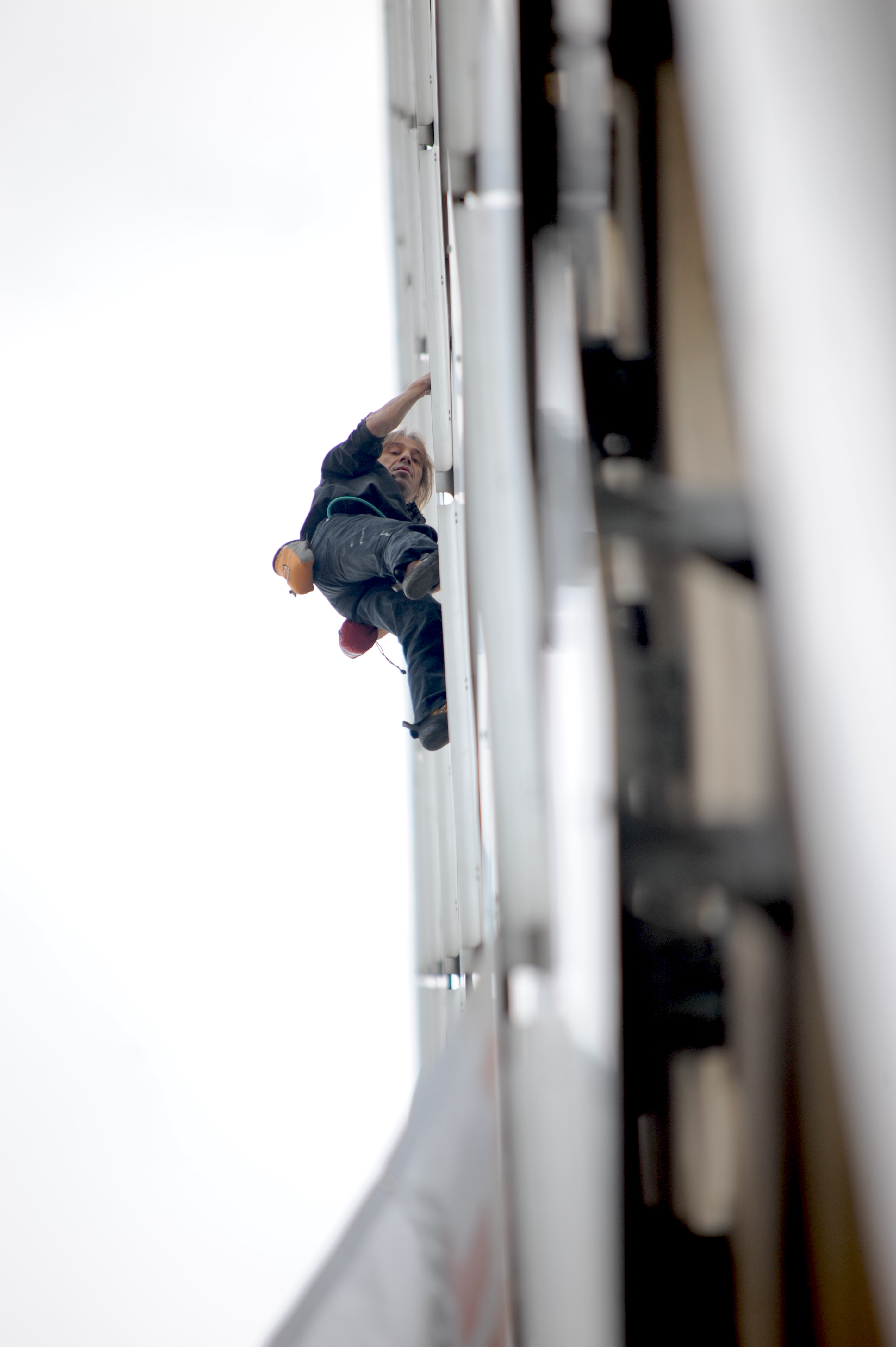
Alain Robert, lors de sa première ascension de la Tour Ariane, à la Défense, le 08 octobre 2009.

| Année     | Nom de l'édifice                 | Ville                   | Hauteur  |
| --------- | -------------------------------- | ----------------------- | -------- |
| 1994      | Tour Elf-Aquitaine (Coupole)     | Courbevoie (La Défense) | 187 m    |
| 1994      | Tour Franklin                    | Puteaux (La Défense)    | 120 m    |
| 1995      | Tours Mercuriales                | Bagnolet                | 122 m    |
| 1995      | Tour Montparnasse                | Paris                   | 209 m    |
| 1995      | Tour Gan                         | Courbevoie (La Défense) | 179 m    |
| 1995      | Bibliothèque nationale de France | Paris                   | 100 m    |
| 1995      | Tour TF1                         | Boulogne-Billancourt    | 59 m     |
| 1996      | Tour de l'Europe                 | Valence                 | 54 m     |
| 1996      | Tour Cristal                     | Paris                   | 100 m    |
| 1996/1997 | Tour Eiffel                      | Paris                   | 300,65 m |
| 1997      | Tour de Crest (donjon)           | Crest                   | 52 m     |
| 1997      | Hôtel Concorde Lafayette         | Paris                   | 137 m    |
| 1998      | Obélisque de la Concorde         | Paris                   | 23 m     |
| 1998      | Basilique du Sacré Cœur          | Paris                   | 80 m     |
| 1998      | Mairie de Valence                | Valence                 | 45 m     |
| 1998      | Tour Areva                       | Courbevoie (La Défense) | 180 m    |
| 1998      | Pyramide du Louvre               | Paris                   | 21,64 m  |
| 1999      | Grande Arche de la Défense       | Puteaux (La Défense)    | 110,90 m |
| 1999      | Tour Total (Coupole)             | Courbevoie (La Défense) | 187 m    |
| 2000      | Obélisque de la Concorde         | Paris                   | 23 m     |
| 2000      | Maison Consulaire                | Pézenas                 | 20 m     |
| 2000      | Mairie de Pau                    | Pau                     | 15 m     |
| 2000      | Mairie de Pézenas                | Pézenas                 | 20 m     |
| 2001      | Tour Total (Coupole)             | Courbevoie (La Défense) | 187 m    |
| 2002      | Tour Franklin                    | Paris (La Défense)      | 120 m    |
| 2003      | Tour Total (Coupole)             | Paris (La Défense)      | 187 m    |
| 2004      | Le Saint-Georges                 | Toulouse                | 25 m     |
| 2004      | Tour Montparnasse                | Paris                   | 209 m    |
| 2005      | Tour Cristal                     | Paris                   | 100 m    |
| 2006      | Tours Mercuriales                | Bagnolet                | 122 m    |
| 2008      | Bibliothèque nationale de France | Paris                   | 79 m     |
| 2008      | Tour Total (Coupole)             | Courbevoie (La Défense) | 187 m    |
| 2009      | Tour Ariane                      | Puteaux (La Défense)    | 152 m    |
| 2010      | Tour GDF SUEZ                    | Courbevoie (La Défense) | 185 m    |
| 2010      | Tour Bolloré                     | Puteaux (La Défense)    | 57 m     |
| 2011      | Centre Georges-Pompidou          | Paris                   | 45 m     |
| 2011      | Tour GDF SUEZ                    | Courbevoie (La Défense) | 185 m    |
| 2012      | Tour First                       | Courbevoie (La Défense) | 231 m    |
| 2013      | Tour GDF SUEZ                    | Courbevoie (La Défense) | 185 m    |
| 2014      | Tour Total, (Coupole)            | Courbevoie (La Défense) | 187 m    |
| 2014      | Tour Ariane                      | Puteaux (La Défense)    | 152 m    |
| 2015      | Tour Montparnasse                | Paris                   | 210 m    |
| 2015      | Tour Ariane                      | Puteaux (La Défense)    | 152 m    |
| 2015      | Tour Engie                       | Paris (La Défense)      | 185 m    |
| 2016      | Tour Total (Coupole)             | Courbevoie (La Défense) | 187 m    |
| 2016      | Tour Engie                       | Courbevoie (La Défense) | 185 m    |
| 2018      | Tour Total (Coupole)             | Courbevoie (La Défense) | 187 m    |
| 2019      | Tour Engie                       | Courbevoie (La Défense) | 185 m    |
| 2019      | Tour Ariane                      | Courbevoie (La Défense) | 152 m    |
| 2020      | Tour Total (Coupole)             | Courbevoie (La Défense) | 187 m    |
| 2021      | Tour Alto                        | Courbevoie (La Défense) | 160 m    |
| 2021      | Tour TotalEnergies (Coupole),    | Courbevoie (La Défense) | 187 m    |
| 2022      | Tour Montparnasse,               | Paris                   | 209 m    |
| 2023      | Tour Alto                        | Courbevoie (La Défense) | 160 m    |
| 2023      | Tour Hekla                       | Puteaux (La Défense)    | 220 m    |
| 2023      | Tour TotalEnergies (Coupole)     | Courbevoie (La Défense) | 187 m    |

##### Reste de l'Europe

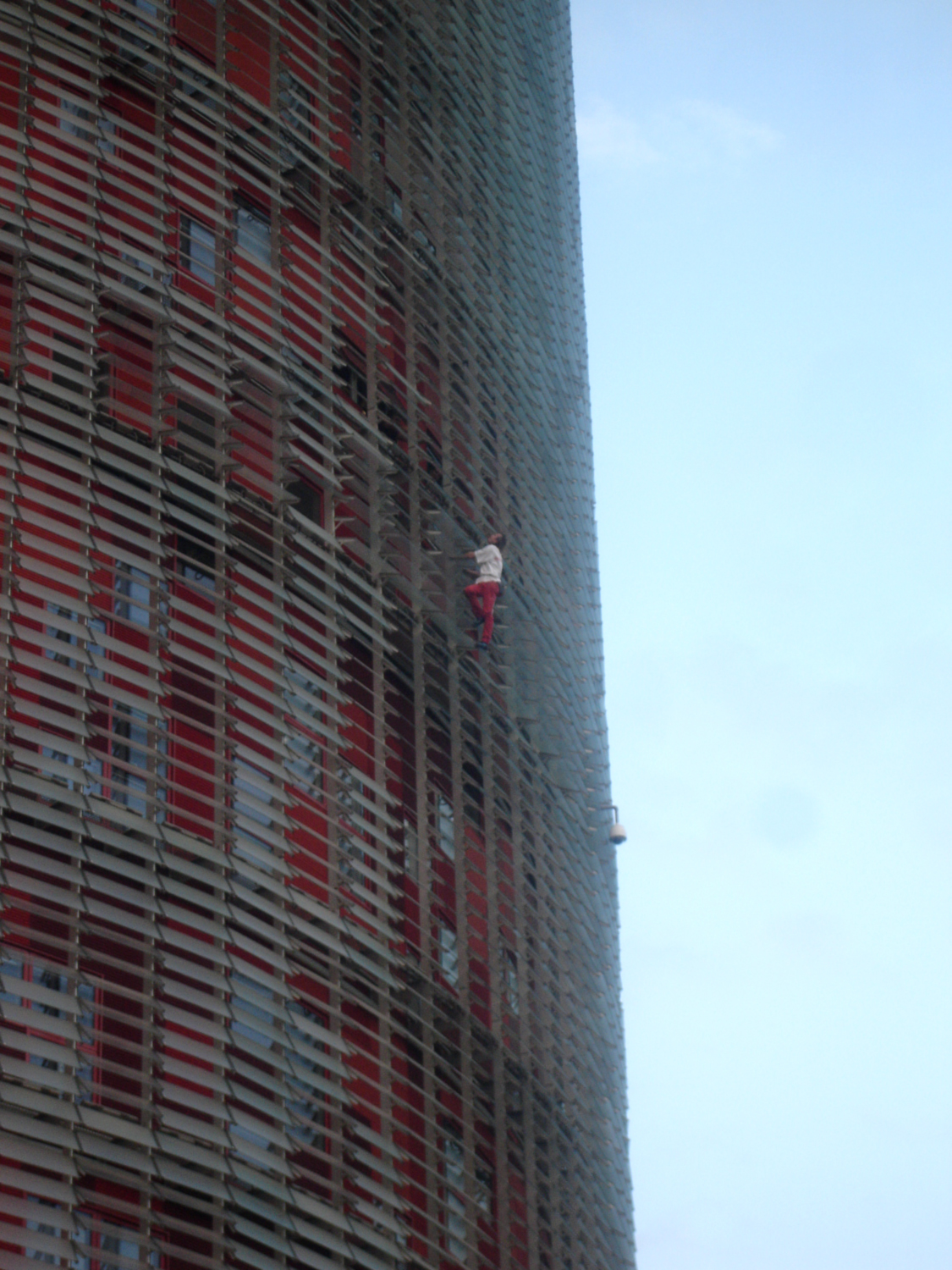
Alain Robert sur la tour Glòries à Barcelone, le 12 septembre 2007.

| Année | Nom de l'édifice                       | Ville                 | Pays       | Hauteur |
| ----- | -------------------------------------- | --------------------- | ---------- | ------- |
| 1995  | One Canada Square (Canary Wharf Tower) | Londres               | Angleterre | 237 m   |
| 1995  | Tour Dresdner Bank                     | Francfort-sur-le-Main | Allemagne  | 166 m   |
| 1995  | Banca di Milano                        | Milan                 | Italie     | 112 m   |
| 1995  | Hôtel Arts                             | Barcelone             | Espagne    | 155 m   |
| 1998  | Tours jumelles de la Deutsche Bank     | Francfort-sur-le-Main | Allemagne  | 155 m   |
| 1998  | Marriott Hotel                         | Varsovie              | Pologne    | 140 m   |
| 1999  | Maison d'édition                       | Berlin                | Allemagne  | 85 m    |
| 2002  | One Canada Square (Canary Wharf Tower) | Londres               | Angleterre | 237 m   |
| 2003  | Lloyd’s Building                       | Londres               | Angleterre | 95 m    |
| 2006  | Tour Glòries (Tour Agbar)              | Barcelone             | Espagne    | 144 m   |
| 2006  | Tour Vasco de Gama                     | Lisbonne              | Portugal   | 145 m   |
| 2006  | Tour Europe                            | Vilnius               | Lituanie   | 153 m   |
| 2007  | Tour Devis                             | Berlin                | Allemagne  | 106 m   |
| 2007  | Slovenský rozhlas                      | Bratislava            | Slovaquie  | 80 m    |
| 2007  | Pont du 25 avril                       | Lisbonne              | Portugal   | 190 m   |
| 2007  | Tour de la Fédération (ouest)          | Moscou                | Russie     | 242 m   |
| 2007  | Tour Glòries                           | Barcelone             | Espagne    | 144 m   |
| 2007  | Portland House (en)                    | Londres               | Angleterre | 101 m   |
| 2008  | Hotel Puerta America                   | Madrid                | Espagne    | 81 m    |
| 2011  | Sapphire of Istanbul                   | Istanbul              | Turquie    | 261 m   |
| 2011  | Grand Hotel Bucarest                   | Bucarest              | Roumanie   | 87 m    |
| 2012  | Abbaye de St-Maurice                   | Saint-Maurice         | Suisse     | 49 m    |
| 2016  | Tour Glòries                           | Barcelone             | Espagne    | 144 m   |
| 2017  | Tour Sky Melia                         | Barcelone             | Espagne    | 117 m   |
| 2018  | Heron Tower                            | Londres               | Angleterre | 230 m   |
| 2019  | Skyper                                 | Francfort-sur-le-Main | Allemagne  | 154 m   |
| 2020  | Tour Glòries                           | Barcelone             | Espagne    | 144 m   |
| 2020  | Tour Silver                            | Francfort-sur-le-Main | Allemagne  | 166 m   |
| 2021  | Skyper                                 | Francfort-sur-le-Main | Allemagne  | 154 m   |
| 2022  | Tour Glòries                           | Barcelone             | Espagne    | 144 m   |
| 2023  | Tour Sky Melia                         | Barcelone             | Espagne    | 117 m   |

#### Amérique

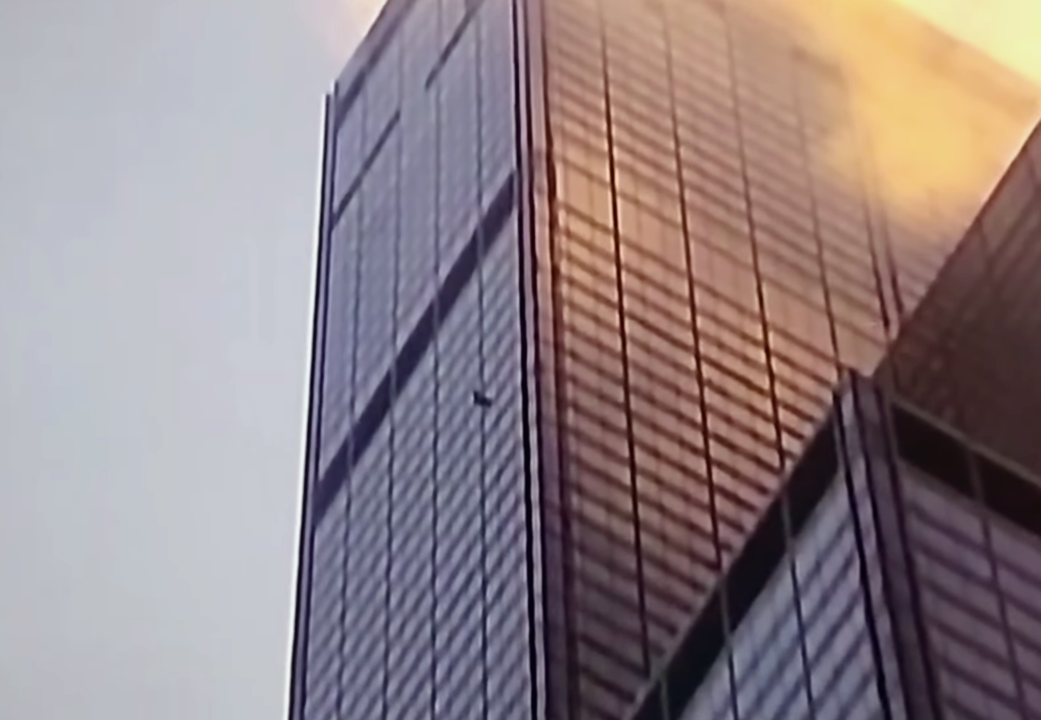
Alain Robert sur la Willis Tower à Chicago, en août 1999.

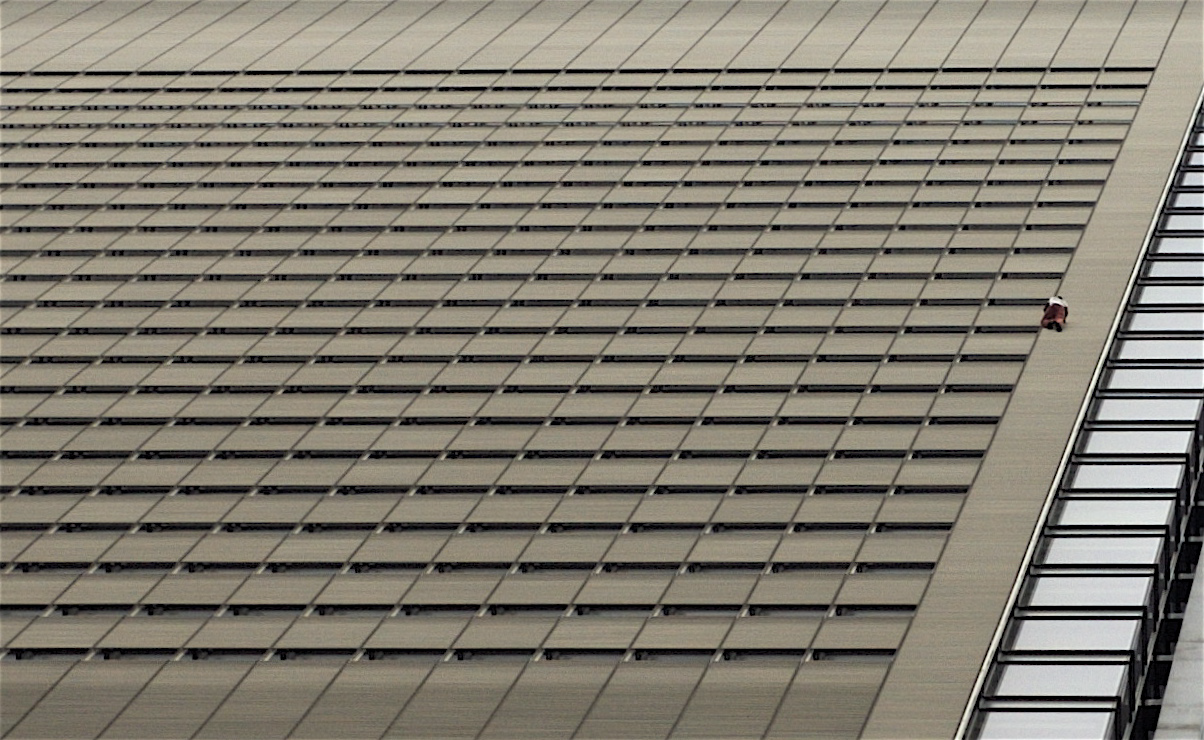
Alain Robert sur le New York Times Building à New York, 2008.

| Année | Nom de l'édifice             | Ville         | Pays       | Hauteur  |
| ----- | ---------------------------- | ------------- | ---------- | -------- |
| 1994  | Citigroup Center             | Chicago       | États-Unis | 180 m    |
| 1994  | Calico Building              | New York      | États-Unis | 192 m    |
| 1994  | Pont de Brooklyn             | New York      | États-Unis | 90,60 m  |
| 1994  | Empire State Building        | New York      | États-Unis | 381 m    |
| 1996  | Luxor Hotel                  | Las Vegas     | États-Unis | 106 m    |
| 1996  | Pont du Golden Gate          | San Francisco | États-Unis | 227,40 m |
| 1996  | FIESP Cultural Center        | São Paulo     | Brésil     | 100 m    |
| 1997  | G. Fred DiBona, Jr. Building | Philadelphie  | États-Unis | 190,50 m |
| 1999  | Willis Tower (Sears Tower)   | Chicago       | États-Unis | 442 m    |
| 1999  | Crown Plaza                  | Montréal      | Canada     | 120 m    |
| 2002  | Complexe du Parque Central   | Caracas       | Venezuela  | 225 m    |
| 2006  | World Plaza                  | Mexico        | Mexique    | 117 m    |
| 2008  | Edificio Italia              | São Paulo     | Brésil     | 165 m    |
| 2008  | New York Times Building      | New York      | États-Unis | 228 m    |
| 2013  | Hôtel Habana Libre           | La Havane     | Cuba       | 127 m    |

#### Océanie
| Année | Nom de l'édifice      | Ville    | Pays             | Hauteur |
| ----- | --------------------- | -------- | ---------------- | ------- |
| 1997  | Opéra de Sydney       | Sydney   | Australie        | 67 m    |
| 1997  | Sydney Tower          | Sydney   | Australie        | 305 m   |
| 2009  | Tour Aurora           | Sydney   | Australie        | 219 m   |
| 2010  | Lumiere Residences    | Sydney   | Australie        | 151 m   |
| 2013  | Metropolis Apartments | Auckland | Nouvelle-Zélande | 155 m   |

#### Afrique
| Année | Nom de l'édifice     | Ville         | Pays           | Hauteur |
| ----- | -------------------- | ------------- | -------------- | ------- |
| 1998  | IBM Tower            | Johannesbourg | Afrique du Sud | 91 m    |
| 1998  | Garden Court Holiday | Johannesbourg | Afrique du Sud | 150 m   |
| 2012  | Telecom Tower        | Port-Louis    | Île Maurice    | 110 m   |

#### Asie

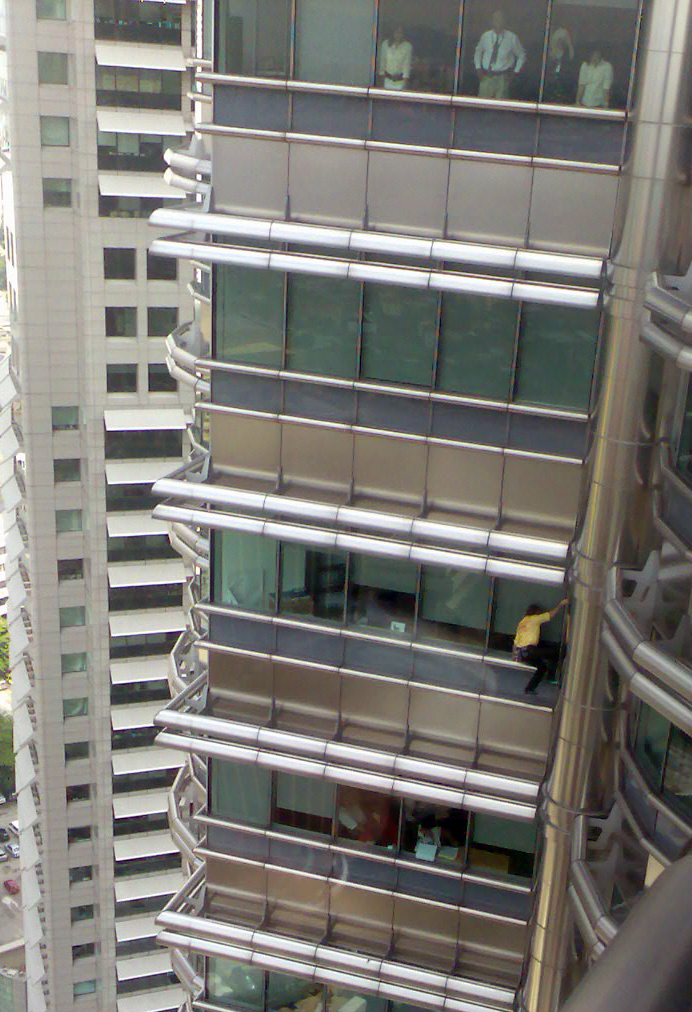
Alain Robert escaladant la tour Petronas no 2 à Kuala Lumpur en mars 2007 en Malaisie.

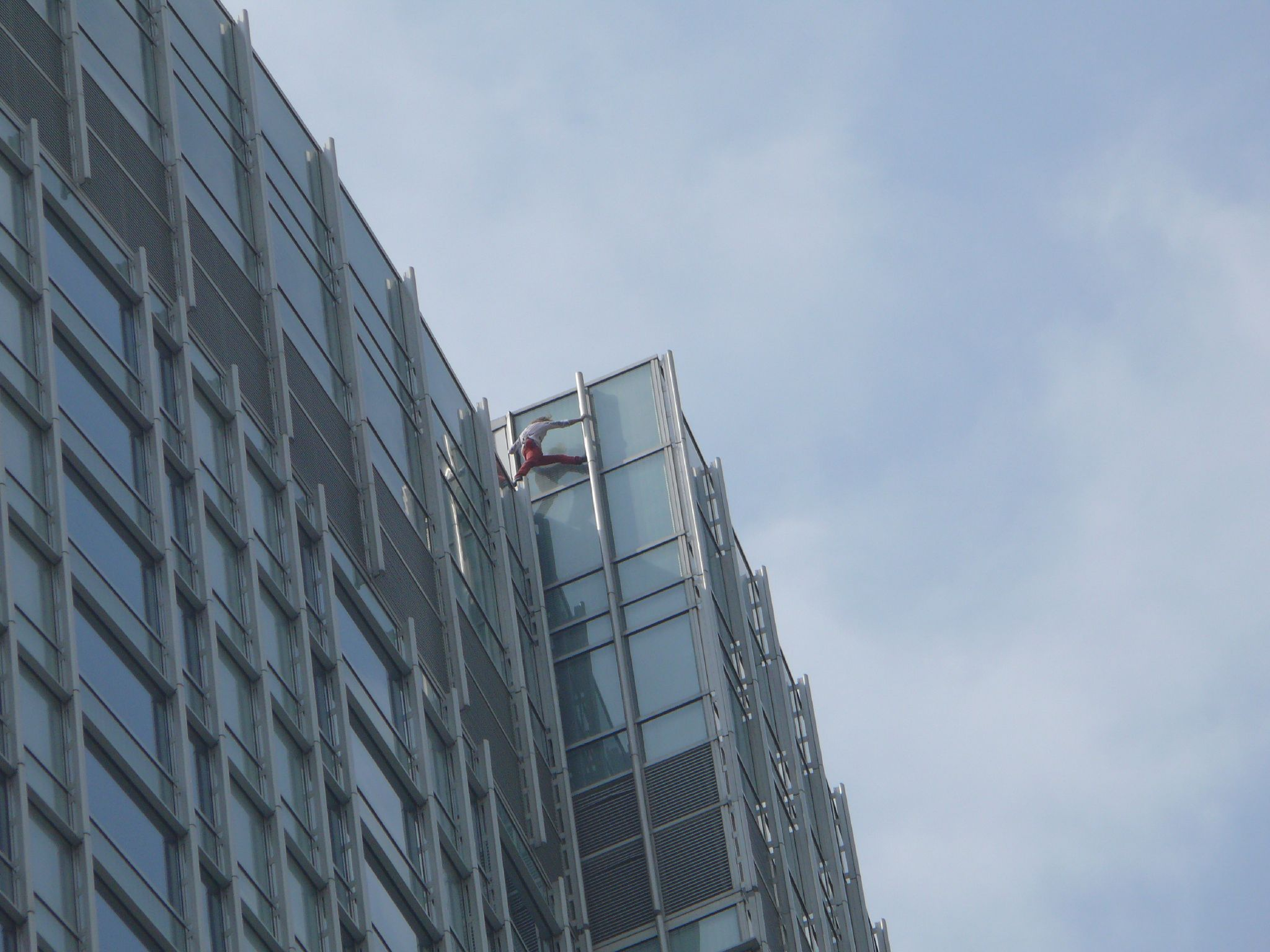
Alain Robert escaladant le Four Seasons Hotel de Hong Kong en avril 2008.

| Année | Nom de l'édifice                 | Ville         | Pays                                    | Hauteur |
| ----- | -------------------------------- | ------------- | --------------------------------------- | ------- |
| 1996  | Two International Finance Centre | Hong Kong     | RAS de la république populaire de Chine | 415 m   |
| 1996  | Nec Building                     | Hong Kong     | RAS de la république populaire de Chine | 200 m   |
| 1996  | ATV Asia                         | Hong Kong     | RAS de la république populaire de Chine | 30 m    |
| 1997  | Tours Petronas                   | Kuala Lumpur  | Malaisie                                | 452 m   |
| 1997  | Sabah Fondation                  | Île de Bornéo | Malaisie                                | 122 m   |
| 1997  | Melia Hotel                      | Kuala Lumpur  | Malaisie                                | 80 m    |
| 1998  | Shinjuku Center Building         | Tokyo         | Japon                                   | 233 m   |
| 2000  | OUB centre                       | Singapour     | Singapour                               | 280 m   |
| 2004  | Taipei 101                       | Taipei        | Taïwan                                  | 508 m   |
| 2007  | Tours Petronas                   | Kuala Lumpur  | Malaisie                                | 452 m   |
| 2007  | Tour Jin Mao                     | Shanghai      | Chine                                   | 420 m   |
| 2008  | Four Seasons Hotel               | Hong Kong     | RAS de la république populaire de Chine | 205 m   |
| 2008  | The City Tower                   | Jakarta       | Indonésie                               | 70 m    |
| 2008  | Suntec City Tower One            | Singapour     | Singapour                               | 180 m   |
| 2009  | Tours Petronas                   | Kuala Lumpur  | Malaisie                                | 452 m   |
| 2011  | Tour Hang Seng                   | Hong Kong     | RAS de la république populaire de Chine | 137 m   |
| 2012  | Tour Fortaleza                   | Zhengzhou     | Chine                                   | 268 m   |
| 2018  | Lotte World Tower                | Séoul         | Corée du Sud                            | 555 m   |
| 2019  | GT International Tower           | Makati        | Philippines                             | 217 m   |
| 2019  | Cheung Kong Center               | Hong Kong     | RAS de la république populaire de Chine | 283 m   |
| 2024  | GT International Tower           | Makati        | Phillipines                             | 217 m   |

#### Moyen-Orient
| Année | Nom de l'édifice                     | Ville     | Pays                | Hauteur                                                                   |
| ----- | ------------------------------------ | --------- | ------------------- | ------------------------------------------------------------------------- |
| 2003  | National Bank of Abu Dhabi           | Abou Dabi | Émirats arabes unis | 175 m                                                                     |
| 2008  | Hôtel Phoenicia Intercontinental     | Beyrouth  | Liban               | 70 m                                                                      |
| 2009  | Abu Dhabi Investment Authority Tower | Abou Dabi | Émirats arabes unis | 185 m                                                                     |
| 2011  | Burj Khalifa                         | Dubaï     | Émirats arabes unis | 828 m en 6 heures (Avec assurage)                                         |
| 2012  | Aspire Tower                         | Doha      | Qatar               | 300 m en 75 minutes                                                       |
| 2015  | Cayan Tower                          | Dubai     | Émirats arabes unis | 306 m en 75 minutes                                                       |
| 2023  | Burj Khalifa                         | Dubaï     | Émirats arabes unis | 828 m en 9 heures (avec assurage et accompagné du grimpeur Alexis Landot) |

## Ouvrages
- Alain Robert (préf. Gérard Hoël), L'Homme-Araignée, Le Cherche midi, coll. « Documents », 23 septembre 2004, 196 p., 156 × 241 mm (ISBN 978-2749102788, présentation en ligne)
- Alain Robert et Sylvie Nordheim (éditrice), Haute Tension : l'homme-araignée se raconte, Le Cherche midi, coll. « Documents », 13 mars 2014, 220 p. (ISBN 978-2-7491-1793-5)

### Documentaires
- Alain Robert en solo integral (1991), court métrage réalisé par Bruno Sevaistre.
- The Wall Crawler: The Verticle Adventures of Alain Robert (1998), réalisé par Julie Cohen.
- La Légende de l'homme araignée (2009), réalisé par Olivier Van'l.
- My Next Challenge (2020), court métrage réalisé par Cyril Eberle.